# Neomammillaria bocasana
Neomammillaria bocasana là một loài thực vật có hoa trong họ Cactaceae. Loài này được (Poselger) Britton & Rose mô tả khoa học đầu tiên năm 1923.